# Port lotniczy Mercedes-Ricardo de Tomasi
Port lotniczy Mercedes-Ricardo de Tomasi (hiszp. Aeropuerto Mercedes-Ricardo de Tomasi) – jeden z urugwajskich portów lotniczych. Znajduje się w mieście Mercedes.